# Nationale Bibliotheek van Duitsland
De Nationale Bibliotheek van Duitsland (Deutsche Nationalbibliothek) is de centrale archiefbibliotheek en het nationaal bibliografisch centrum van Duitsland. Het heeft de taak om alle Duitse en Duitstalige publicaties vanaf 1913 te archiveren, documenteren en bij te houden. Ook buitenlandse publicaties over Duitsland, vertalingen van Duitse werken en werken van Duitssprekende immigranten tussen 1933 en 1945 worden door de nationale bibliotheek verzameld.
De bibliotheek onderhoudt nationaal en internationaal contact met soortgelijke instellingen. De bibliotheek kent drie vestigingen; in Leipzig (Deutsche Bücherei Leipzig), in Frankfurt am Main (Deutsche Bibliothek Frankfurt) en in Berlijn (Deutsches Musikarchiv Berlin). Alle vestigingen specialiseren zich in specifieke deelgebieden. De vestiging in Berlijn houdt zich ook bezig met het opslaan van muziek.

## Geschiedenis
In 1848 waren er reeds plannen voor een Duitse nationale bibliotheek. Tot dusver werden boeken en documenten vooral verzameld door de Germanisches Nationalmuseum in Neurenberg.
In 1912 richtten Leipzig (waar jaarlijks een boekenfestival plaatsvond), het Koninkrijk Saksen en de Börsenverein der Deutschen Buchhändler de eerste vestiging van de nationale bibliotheek op. Deze werd officieel geopend op 1 januari 1913 en verzamelde naast werken uit Duitsland ook werken uit Oostenrijk en Zwitserland. Dr. Gustav Wahl werd verkozen tot eerste directeur. Het gebouw van de vestiging in Leipzig werd gebouwd tussen 1914 en 1916 en was ontworpen door architect Oskar Pusch. In 1935 werd wettelijk vastgesteld dat uitgeverijen samen moesten gaan werken met de nationale bibliotheek.

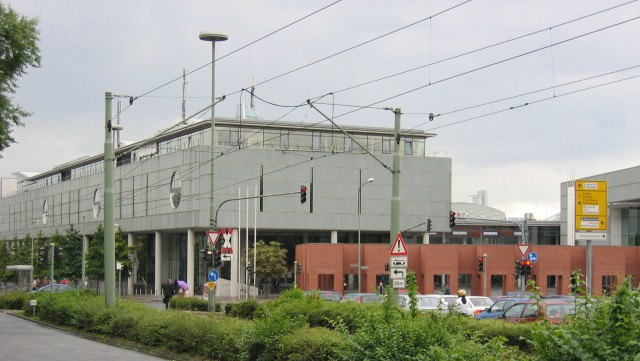
Vestiging van de Nationale Bibliotheek van Duitsland in Frankfurt

In 1946, na de Tweede Wereldoorlog, kwam de bibliotheek in Leipzig in het door de Sovjet-Unie bezette Oost-Duitsland te liggen. Om de Duitse boeken en documenten in West-Duitsland te archiveren, besloten Dr. Georg Kurt Schauer, Heinrich Cobet, Vittorio Klostermann en professor Hanns Wilhelm Eppelsheimer tot de oprichting van een tweede bibliotheek in Frankfurt. Na toestemming van de Amerikanen werd dit gerealiseerd en kreeg Duitsland in feite twee nationale bibliotheken. Beide vestigingen bevatten bijna dezelfde collecties.
Na de Duitse hereniging op 3 oktober 1990 werden de vestigingen in Frankfurt en Leipzig samengevoegd tot een groot instituut. In juli 2000 werd de derde vestiging in Berlijn aan de nationale bibliotheek toegevoegd om ook Duitse muziek (zowel bladmuziek als opgenomen muziek) te kunnen archiveren. Deze vestiging werd voorheen beheerd door de GEMA (Gesellschaft für musikalische Aufführungs- und mechanische Vervielfältigungsrechte).

## Collecties
In totaal liggen in de Nationale Bibliotheek 25,4 miljoen werken opgeslagen. Deze zijn als volgt verdeeld:
- Leipzig: 14,3 miljoen werken
- Frankfurt am Main: 8,3 miljoen werken
- Berlijn: 1,5 miljoen werken